# Cratere Planté
Planté è un cratere lunare di 36,8 km situato nella parte sud-occidentale della faccia nascosta della Luna.